# 1645
Cette page concerne l'année 1645  du calendrier grégorien.
L'année 1645 est une année commune qui commence un dimanche.

## Événements
- 14 janvier : la compagnie de la Nouvelle-France cède son monopole sur les fourrures à la « communauté des habitants » du Québec (accord ratifié le 6 mars par le roi Louis XIV)[1].
- 20 février : la Compagnie des îles d'Amérique nomme Noël Patrocle de Thoisy, gouverneur-général de l'île Saint-Christophe. Il arrive sur place le 25 novembre, mais repoussé par de Poincy, le gouverneur en place, il s'installe en Guadeloupe en attendant[2].
- 3 août, Brésil : les troupes hollandaises sont battues par les insurgés portugais à la bataille de Monte das Tabocas. Début d'une guerre des Portugais contre les Hollandais au Pernambouc (fin en 1654) : Après le départ de Jean-Maurice de Nassau-Siegen, la situation se dégrade à Recife. Les difficultés financières s’aggravent. La rébellion, dirigée par André Vidal de Negreiros et João Fernandes Vieira, éclate. En août, une bataille rangée est livrée au mont Tabocas. Le 19 avril 1648, les Portugais emportent la première bataille des Guararapes (colline au nord de Recife) et le 19 février 1649 la seconde[3].
- 20 septembre, Canada : paix entre les colons français et les Agniers (Iroquois). Elle ne durera qu’un an[4].
- Le souverain du Mali, après avoir tenté vainement de résister aux attaques des Mandé de Ségou, les Bambara, abandonne Niani, sa capitale[5].
- Début du règne de Aho Houegbadja, roi du Dahomey (fin en 1680). Successeur de Dakodonou, il étend encore son pouvoir sur les tribus voisines et fonde Abomey[6]. Au Dahomey, le pouvoir est très centralisé et a un caractère totalitaire. Les ancêtres royaux sont l’objet d’un culte comportant des sacrifices humains[7].

### Asie
- 11 février : éclipse lunaire, prévue par le jésuite Adam Schall[8]. Il est nommé codirecteur du service astronomique en Chine[9].
- 27 avril : le khan de Boukhara Nadir Muhammad est déposé par les émirs révoltés qui proclament son fils aîné Abd al-Aziz (fin de règne en 1680) ; le 10 mai, Abd al-Aziz contrôle Samarcande, puis Boukhara, tandis que son père s'est enfui à Balkh pour organiser la résistance ; en novembre, en désespoir de cause, il fait appel à l'empereur moghol Shâh Jahân qui prend Balkh le 17 juillet 1646[10].
- 13 mai-20 mai, Chine : les Mandchous assiègent et prennent Yangzhou, dont la population est massacrée[11].
- 8 juin : les Mandchous occupent Nankin[11]. Les Ming se retirent au Zhejiang et dans la région de Canton.
- Été : l'expédition russe de Vassili Poïarkov atteint le Pacifique ; elle navigue dans les eaux de la mer d'Okhotsk et rejoint l'embouchure de la rivière Oulia[12]
- 29 juin : décret qui impose aux Chinois la coiffure mandchoue (port de la natte)[13].
- 3 juillet : le père Alexandre de Rhodes est banni du sud du Viêt Nam par les Nguyễn de Hué[14].
- 12 septembre : le pape désavoue la méthode d’évangélisation des Jésuites en Inde et Chine (rites malabares et rites chinois)[15].
- Famine en Inde du Sud (1645-1647)[16].

### Europe
- Février : Georges Rákóczi envahit la Hongrie[17].
- 6 mars : victoire des Suédois à la bataille de Jankau, en Bohême[18].
- 24 mars : Turenne passe le Rhin et prend Rothenburg[18].
- 20 avril : l’Empereur est contraint par la diète de Francfort d'accepter la suppression des conditions mises à l'amnistie et la représentation de tous les États de l'Allemagne au congrès de Westphalie[19].
- 3 mai - 20 août : siège de Brno par les Suédois de Torstenson ; la ville, défendue par Raduit de Souches résiste[20].
- 5 mai : défaite de Turenne à la bataille de Marienthal (Bad Mergentheim)[18]. Mercy empêche ainsi l'invasion de la Bavière[19].
- 31 mai : Plessis-Praslin prend Roses[21].
- 23 juin : victoire du comte d'Harcourt sur les Espagnols à Llorenç et prise de Balaguer[21].
- 24 juin : guerre de Candie. La Crète est envahie par 50 000 Turcs qui sont accueillis en libérateurs par la population de l’île[22].
- 2 juillet : le duc d'Enghien passe le Rhin à Spire pour renforcer Turenne à Ladenburg[19].
- 10 juillet : prise du fort de Mardick, près de Dunkerque, par les Français, qui est repris par les Espagnols le 4 décembre[21].
- 13 juillet : couronnement d'Alexis Mikhailovitch, tsar de Russie (fin de règne en 1676)[23]. Son ancien précepteur, Boris Morozov exerce la régence de fait. Des émeutes populaires éclatent en 1648.
- 27 juillet : accord préliminaire signé à Linz entre les représentants de l'empereur et les magnats hongrois[24].

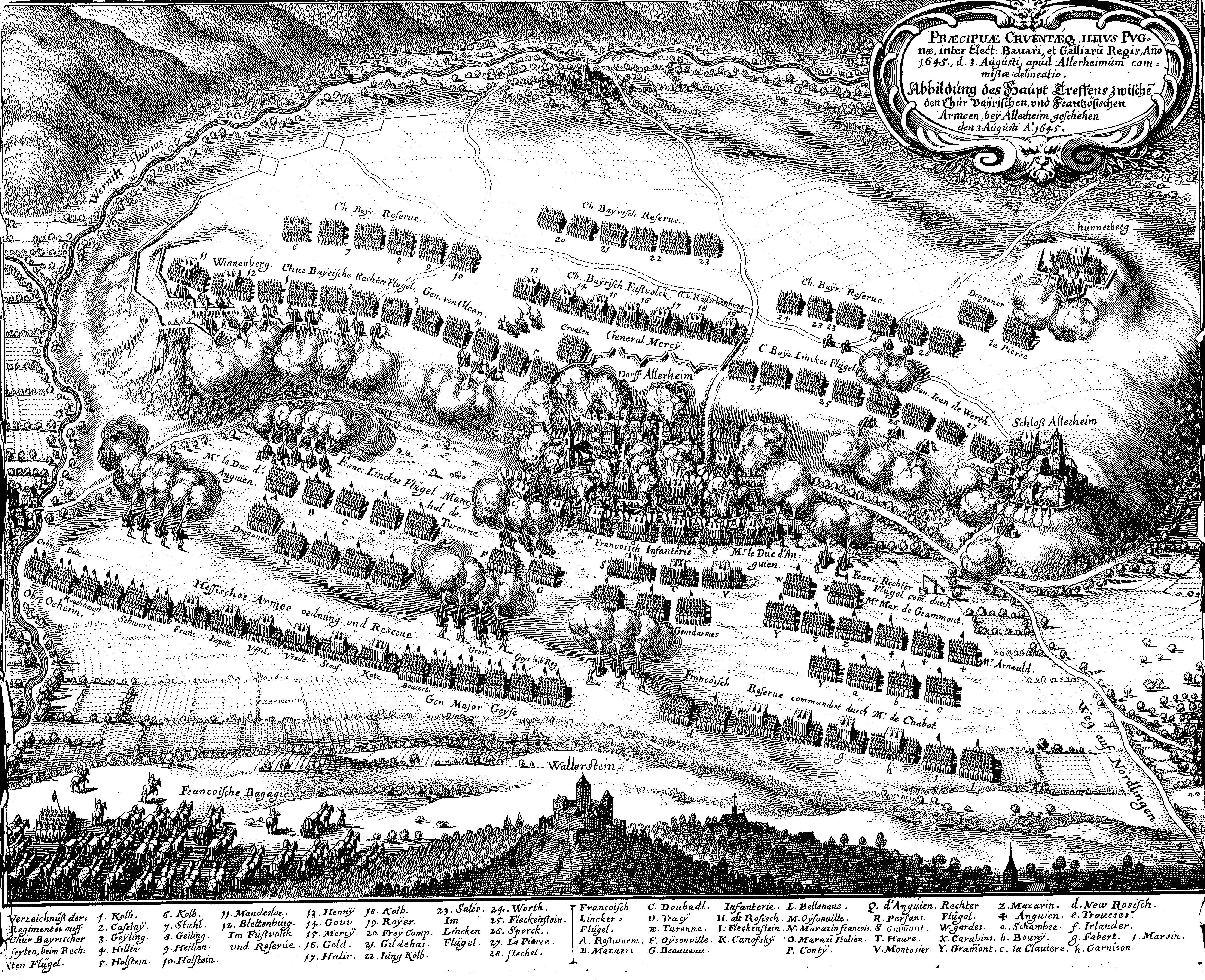
3 août : bataille d'Alerheim.

- 3 août : victoire des troupes combinées de Suède, Hesse-Cassel et France (Turenne, le duc d'Enghien) à la bataille d'Alerheim, en Saxe sur le général bavarois Mercy qui est tué au combat ; le duc d'Enghien rentre à Paris tandis que Turenne met le siège devant Heilbronn, mais il est repoussé par archiduc Léopold[19].
- 13 août : paix de Brömsebro entre la Suède et le Danemark imposé par Axel Oxenstierna, mettant fin à la guerre de Torstenson[25]. Le Danemark donne à la Suède le Halland (pour trente ans) et les îles de Saaremaa (Estonie), de Gotland et d’Ösel, la Norvège doit céder le Jämtland et le Härjedalen. Les Danois acceptent de n’appliquer que des tarifs modérés aux navires franchissant le Sund.
- 22 août : capitation de La Canée[22]. La république de Venise perd la Crète.
- 28 août, Pologne : ouverture du colloque de Torun (de) (Colloquium Charitativum)[26]. Soutenu par le roi de Pologne Ladislas IV Vasa, il réunit vainement luthériens (Calixtus) et catholiques (Valérien Magni, Komensky).
- 7 septembre : le Suédois Torstenson oblige l'électeur de Saxe à accepter un armistice, puis envahit la Bohême tandis que Kœnigsmark entre en Silésie, obligeant les Bavarois à regagner le Rhin[19].
- 20 novembre : Turenne prend Trèves et rétablit l'électeur dans ses États[19].
- 16 décembre : paix de Linz (de) entre Georges Ier Rákóczy et l'empereur Ferdinand III du Saint-Empire, mettant fin à la participation de la Hongrie et de la Transylvanie dans la guerre de Trente Ans. Rákóczy obtient sept comitats au nord-est de la Hongrie et la liberté religieuse pour la Hongrie royale[24].
  - Soulèvement anti-Habsbourg en Hongrie, dirigé par le prince de Transylvanie Georges Ier Rákóczi, qui s'est mis à la tête des Protestants. Crise diplomatique sans lendemain entre la Porte et le Saint-Empire. Le sultan demande à Georges Ier Rákóczi de retirer ses troupes de la Moravie, ce qu'il fait en décembre.

#### Îles Britanniques

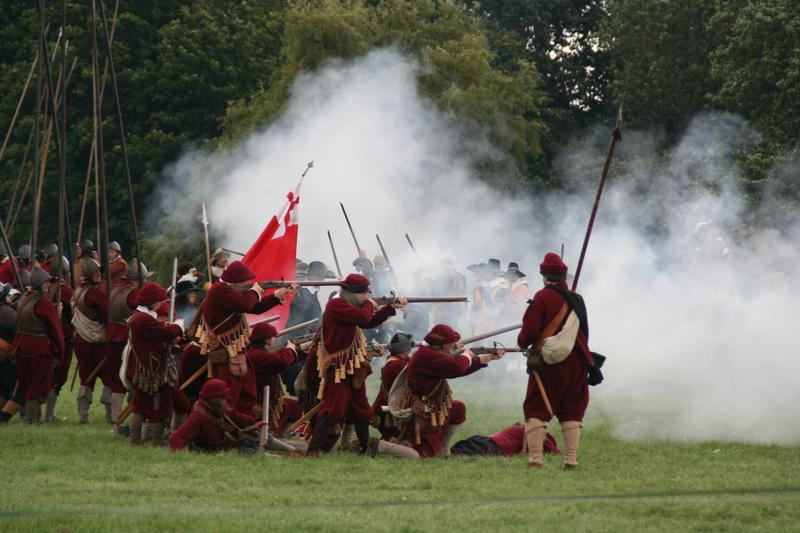
Reconstitution de la bataille de Naseby, Première guerre civile anglaise

- 10 janvier : exécution de William Laud pour trahison à la Tour de Londres[27].
- 27 janvier : les Communes approuvent la législation créant la New Model Army[28] ; Thomas Fairfax est désigné comme commandant en chef le 19 février ; Oliver Cromwell commande la cavalerie[27]. Elle est constituée sur le modèle suédois de régiments de chrétiens indépendants convaincus, vite fanatisés, bien entraînés et dirigés par des chefs sortis du rang.
- 2 février : défaite des covenantaires à la bataille d'Inverlochy (en)[29].
- 3 avril : la Chambre des lords passe le Self-denying Ordinance[27].
- 9 mai : défaite des covenantaires à la bataille d'Auldearn (en)[30].
- 14 juin : bataille de Naseby dans le Northamptonshire, où Charles Ier d'Angleterre est vaincu par la New Model Army de Thomas Fairfax[31].
- 10 juillet : défaite des royalistes à la bataille de Langport (en)[32].
- 27 août : exécution de 18 « sorcières » à Bury St. Edmunds[33].
- 11 septembre : le prince Rupert perd Bristol. Les parlementaires contrôlent toute l’Angleterre[31].
- 13 septembre : James Graham, marquis de Montrose, vaincu par les covenantaires à la bataille de Philiphaugh (en) doit fuir[34].
- 24 septembre : défaite royaliste à la bataille de Rowton Heath (en)[35].

## Naissances en 1645
- 9 janvier : François de Troy, peintre portraitiste français († 21 novembre 1730).
- 16 août : Antoine Pomme, poète français
- 17 août : Jean de La Bruyère, moraliste français († 10 mai 1696).
- 30 août : Giuseppe Avanzi, peintre baroque italien († 29 mai 1718).
- 24 septembre : Albert Meyeringh, peintre néerlandais († 17 juillet 1714).
- 26 octobre : Arent de Gelder, peintre néerlandais († 27 août 1727).
- Date précise inconnue :
  - Francisco Antolínez, peintre espagnol († 1700).
  - Gian Antonio Fumiani, peintre baroque italien († 1710).
  - Francesco Pittoni, peintre baroque italien († 1724).
  - Willem Frederik van Royen, peintre néerlandais († 1723).
  - Francesco del Tintore, peintre baroque italien († 1718).
  - Pierre Toutain, peintre français († 2 avril 1686).
- Vers 1645 :
- Jacob van Dorsten, peintre néerlandais († 1674).

## Décès en 1645
- 10 janvier : William Laud, archevêque de Cantorbéry (° 7 octobre 1573).
- 24 janvier : Giovanni Branca, ingénieur, architecte et écrivain technique italien (° 22 avril 1571).
- 9 février : Muzio Vitelleschi, prêtre jésuite italien (° 2 décembre 1563).
- 14 février : François de La Rochefoucauld, cardinal français, évêque de Senlis (° 8 décembre 1558).
- 18 février : Richard Baker, historien anglais (° 1568).
- 19 février : Pier Paolo Crescenzi, cardinal italien (° 1572).
- 14 mars : Jean de Galard de Béarn, diplomate et militaire français (° 10 août 1579).
- 1er avril : Johann Jakob Breitinger, pasteur protestant suisse (° 19 avril 1575).
- 19 mai : Miyamoto Musashi, escrimeur et samouraï japonais (° 12 mars 1584).
- 6 juin : Giovanni Briccio, peintre, auteur de théâtre et musicien italien (° 25 mars 1579).
- ? juin : Scipion de Gramont, écrivain français (° vers 1570).
- 12 juillet : Luciano Borzone, peintre baroque italien de l'école génoise (° 1590).
- 13 juillet : Marie de Gournay, femme de lettres et philosophe française (° 6 octobre 1565).
- 16 juillet : André de Soveral, prêtre diocésain brésilien  (° 1572).
- 21 juillet : Georg Ludwig Frobenius, historien, mathématicien, libraire et éditeur allemand (° 5 août 1566).
- 23 juillet : Michel III de Russie, tsar de Russie (° 22 juillet 1596).
- 3 août : Franz von Mercy, officier général du Saint-Empire (° entre 1590 et 1597).
- 6 août : Lionel Cranfield, 1er comte de Middlesex, marchand et homme politique anglais (° 1575).
- 25 août : Philippe Du Trieu, logicien jésuite belge (° 15 novembre 1580).
- 29 août : Hugo de Groot, dit Hugo Grotius, juriste et diplomate hollandais (° 10 avril 1583).
- 31 août : Francesco Bracciolini, poète italien (° 26 novembre 1566).
- ? août : Crijn Hendricksz Volmarijn, peintre hollandais (° vers 1601).
- 8 septembre : Francisco de Quevedo y Villegas, écrivain espagnol du siècle d’or (° 14 septembre 1580).
- 24 septembre : William Lawes, compositeur et musicien anglais (° 1602).
- 2 octobre : Francesco Cennini de' Salamandri, cardinal italien (° 21 novembre 1566).
- 20 octobre : Sublet des Noyers, administrateur et homme d’État français (° 14 mai 1589).
- 3 novembre : Juste Guérin, prélat savoyard (° 1578).
- 28 novembre : Giovanni Battista Manso, aristocrate et poète italien (° 1569).
- 12 décembre : Giovanni Bernardino Azzolini, peintre maniériste italien (° vers 1572).
- Date précise inconnue :
  - Christoffel van den Berghe, peintre hollandais d'origine flamande (° 1590).
  - Claude Guichard Déageant, conseiller du Roi en son conseil d’État et privé (° 1574).
  - Jacob van der Heyden, peintre, dessinateur, graveur et éditeur belge (° 1573).
  - Guillaume Du Peyrat, prêtre, théologien et historien français (° 1563).
  - Thomas Jermyn, homme politique, courtisan et royaliste anglais (° 1573).
  - Emilia Lanier, poétesse britannique (° 1569).
  - Ludovic Nunez, médecin flamand (° 1553).
  - Jean Ruyr, homme d'église, poète et écrivain lorrain (° vers 1560).
- Vers 1645 :
- Nārāyaṇa Bhaṭṭa, écrivain de langue sanskrite du sud de l'Inde (° 1560).